# Филисова, Мария Николаевна
Мария Николаевна Филисова (родилась 8 марта 1988 года в Ленинграде) — российская футболистка и мини-футболистка, выступавшая на позиции защитницы. После завершения игровой карьеры — тренер юношеской команды СШОР № 2 при клубе «Аврора». Чемпионка Европы по футболу среди девушек до 19 лет 2005 года, бронзовый призёр женского чемпионата Европы по мини-футболу 2019 года.

## Карьера

### Клубная
Занималась как большим футболом, так и мини-футболом, на который впоследствии переключилась. Выступала за команду «Аврора» из Петербурга, несколько лет защищала цвета «Лагуны-УОР» из Пензы.
В 2015/16 году снова вошла в состав питерской «Авроры».

### В сборной
В сборной России до 19 лет играла на чемпионате Европы 2005 года в Венгрии, где стала чемпионкой Европы. В 2009 году была вызвана в сборную по мини-футболу: с 2010 по 2019 годы сыграла 78 матчей, забила 23 гола. Была в заявке на чемпионат Европы 2019 года в Португалии, где завоевала бронзовые медали. Перед турниром получила травму, от которой не восстановилась до конца, однако на уколах отыграла матч за 3-е место против Украины.

### Тренерская
С 2017 по 2021 годы — тренер команды СШОР № 2 при клубе «Аврора».

## Семья
Родители, по её словам, оказывают ей большую поддержку во время игр. Есть сестра и племянник.